# Ben Hopkins
Ben Hopkins (* 1969 in Hongkong, aufgewachsen in Nord-London) ist ein britischer Drehbuchautor, Filmregisseur und Romanautor. Er lebt in Berlin und Istanbul und spricht Englisch, Deutsch, Italienisch, Türkisch und Französisch.

## Wirken
Hopkins studierte Germanistik und Italianistik in Oxford und schloss anschließend ein Filmregiestudium in London an. Nach Kurzfilmarbeiten drehte er 1998 seinen ersten Spielfilm Simon Magus, der 1999 auf der Berlinale gezeigt wurde. 2000 folgte der dystopische Endzeitfilm Die neun Leben des Tomas Katz. In den letzten Jahren arbeitete er vor allem als Dokumentarfilmer für die BBC. In Co-Produktion von BBC und ARTE entstand 2005/2006 der Dokumentarfilm 37 Arten ein Schaf zu nutzen, der im Forum des Jungen Films im Rahmen der Internationalen Filmfestspiele 2006 in Berlin gezeigt wurde und mit dem Caligari-Filmpreis ausgezeichnet wurde. 2008 stellte er den Film Pazar – Der Markt als weitere Regiearbeit vor. Der Film gewann im Oktober 2008 das Antalya Golden Orange Film Festival und Hauptdarsteller Tayanç Ayaydin den Darstellerpreis auf diesem Festival wie auch beim Locarno Filmfestival 2008.

## Filmografie (Auswahl)

### Regie
- 1996: National Achievement Day (Kurzfilm)
- 1999: Simon Magus
- 2000: Die neun Leben des Tomas Katz
- 2003: Footprints (TV-Dokumentarfilm)
- 2006: 37 Arten ein Schaf zu nutzen (Dokumentarfilm)
- 2008: Pazar – Der Markt
- 2014: Welcome to Karastan
- 2015: Hasret – Sehnsucht
- 2021: Slahi und seine Folterer

### Autor
- 1999: Simon Magus – (Autor)
- 1999: Janice Beard 45 WPM – (Autor)
- 2000: Die neun Leben des Tomas Katz – (Drehbuch/Story)
- 2008: Pazar – Der Markt – (Autor)
- 2014: Welcome to Karastan
- 2021: Cathedral (Roman)
- 2023: Inside (Drehbuch)

### Sound
- 2000: Die neun Leben des Tomas Katz – (sound designer)
- 2008: Pazar – Der Markt – (additional sound designer)

### Produzent
- 2006: 37 Arten ein Schaf zu nutzen (Co-Produzent)
- 2024: Limonov: The Ballad